# Brug 411
Brug 411 is een vaste brug in Amsterdam-Zuid.

## Geschiedenis
De verkeersbrug, vormt de verbinding tussen de Bernard Kochstraat en Marathonweg. Ze overspant het Noorder Amstelkanaal met de Pieter Lastmankade (noord) en Olympiakade (zuid). De brug dateert uit de jaren 1925/1926, toen de gemeente Amsterdam een besluit nam voor de aanleg van zestal bruggen voor 1.400.000 gulden. Enige haast was geboden, want de brug zou van essentieel belang zijn voor de verkeersstromen rond de Olympische Zomerspelen van 1928 in het verderop gelegen Olympisch Stadion, dat ten tijde van de oplevering nog een grote bouwput was.
De brug is ontworpen door Piet Kramer in de Amsterdamse Schoolstijl en bevat de gebruikelijke Kramerelementen zoals afwisseling baksteen en natuursteen (110 m³ graniet), siersmeedijzeren balustrades, twee zitgelegenheden (met vermelding van het bouwjaar) en hier ook nog twee brughuisjes. Een van de huisjes dient tot elektriciteitshuisje, de ander tot horecagelegenheid.
Bij de opening eind mei 1926 was Kramers baas Wichert Arend de Graaf ter plaatse om het lintje door te knippen.
Tot 2016 werden drie officieuze namen gebruikt. De vernoeming naar 'Godenbrug' dankt het aan de namen van goden die in deze buurt aan straten zouden zijn gegeven, 'Olympiabrug' dankt het aan haar geschiedenis en de bijnaam 'Marathonbrug' aan de Marathonweg.
In juli 2016 wilde de gemeente af van officieuze benamingen en liet de bevolking kiezen tussen de officieuze naam officieel maken, een verzoek tot nieuwe vernoeming insturen dan wel de brug anoniem door het leven te laten gaan. Er werd toen voor de laatste optie gekozen.

## De brughuisjes

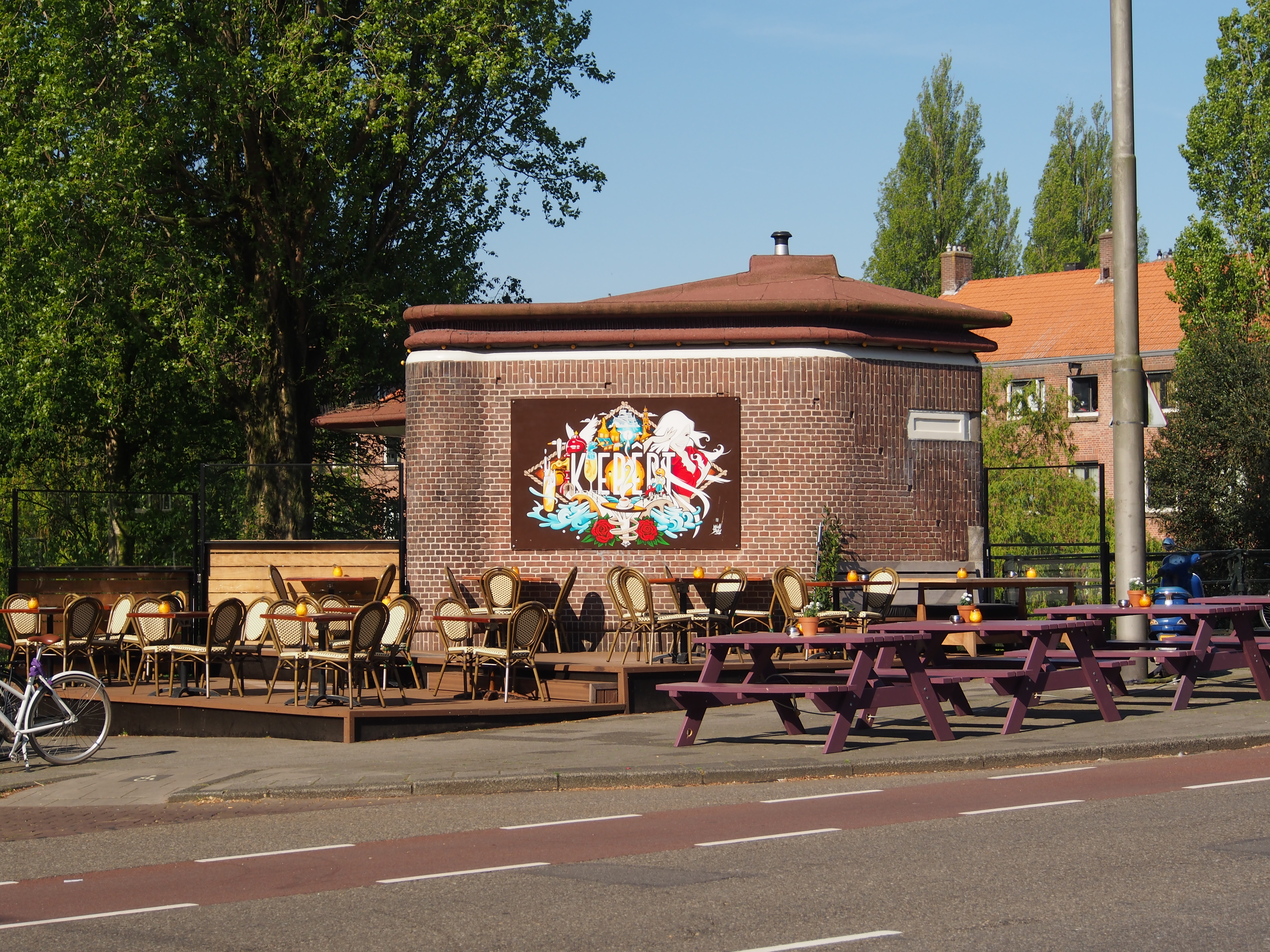
Brughuisje horeca
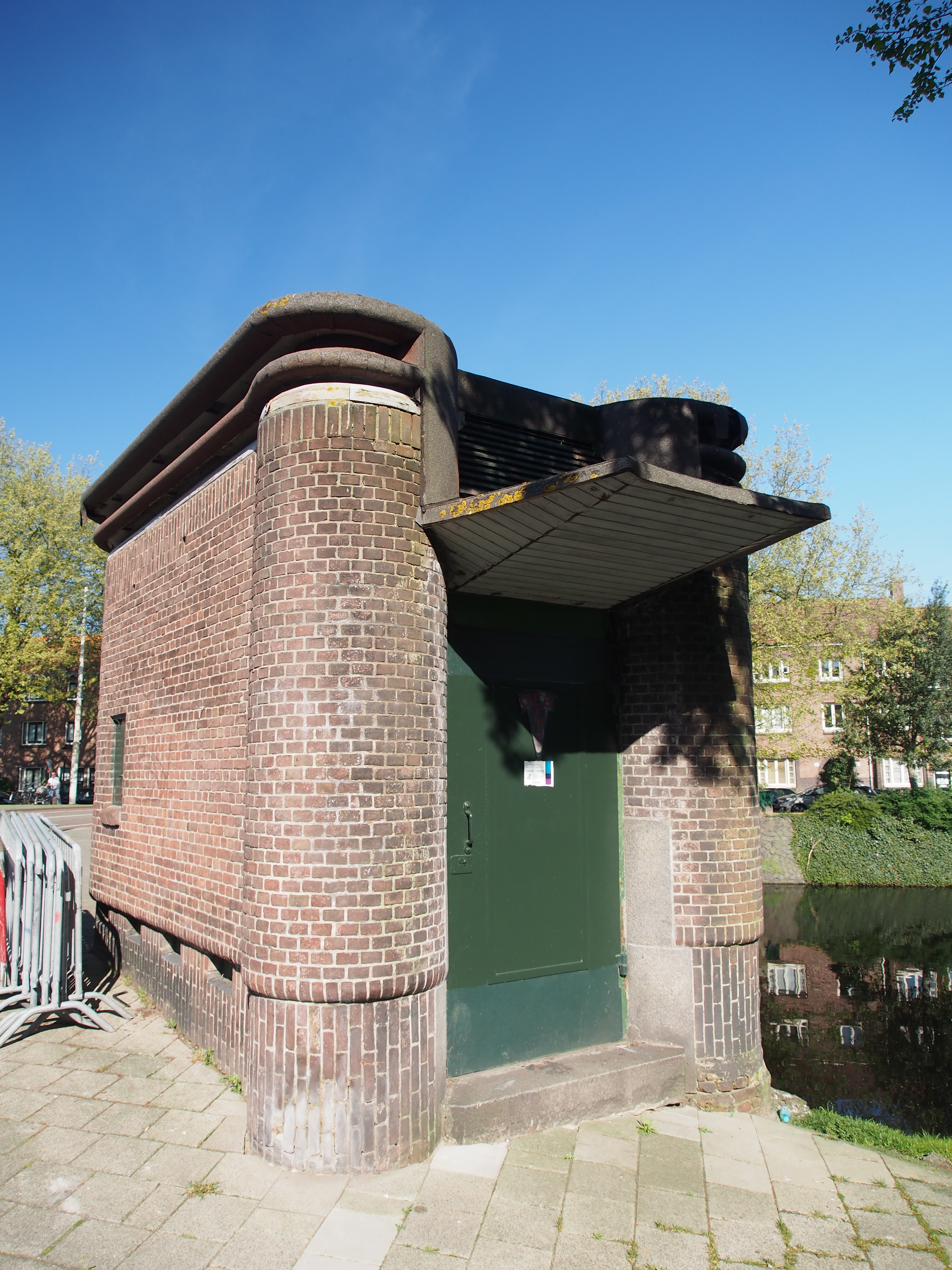
Brughuisje trafo

<<< · 400 · 401 · 402 · 403 · 404 · 405 · 406 · 407 · 408 · 409 · 410 · 411 · 413 · 414 · 415 · 416 · 417 · 418 · 419 · 420 · 421 · 422 · 423 · 424 · 425 · 427 · 429 · 430 · 431 · 432 · 433 · 434 · 435 · 436 · 437 · 438 · 439 · 440 · 441 · 442 · 443 · 444 · 445 · 446 · 447 · 448 · 449 · 450 · 451 · 452 · 453 · 454 · 455 · 456 · 457 · 458 · 459 · 460 · 461 · 462 · 463 · 464 · 465 · 466 · 469 · 470 · 471 · 472 · 473 · 474 · 475 · 476 · 478 · 479 · 480 · 482 · 483 · 485 · 486 · 487 · 488 · 489 · 490 · 491 · 492 · 493 · 494 · 495 · 496 · 497 · 499 · >>>
Brugnummers 412, 426, 428, 467, 468, 477, 481, 484 en 498 zijn niet (meer) vergeven.